# Гогитидзе, Кето Ахмедовна
Кето Ахмедовна Гогитидзе — советский хозяйственный, государственный и политический деятель, Герой Социалистического Труда.

## Биография
Родилась в 1946 году в Аджарской АССР Грузинской ССР. Член КПСС с 1968 года.
С 1962 года — на хозяйственной, общественной и политической работе. В 1962—2006 гг. — чаевод колхоза села Бобоквати Кобулетского района Аджарской АССР Грузинской ССР.
Указом Президиума Верховного Совета СССР от 2 апреля 1966 года за достигнутые успехи в развитии сельского хозяйства Грузинской ССР присвоено звание Героя Социалистического Труда с вручением ордена Ленина и золотой медали «Серп и Молот».
Избиралась депутатом Верховного Совета СССР 8-го и 9-го созывов.
Делегат XXV съезда КПСС.
Живет в Аджарии.